# Jan Kage

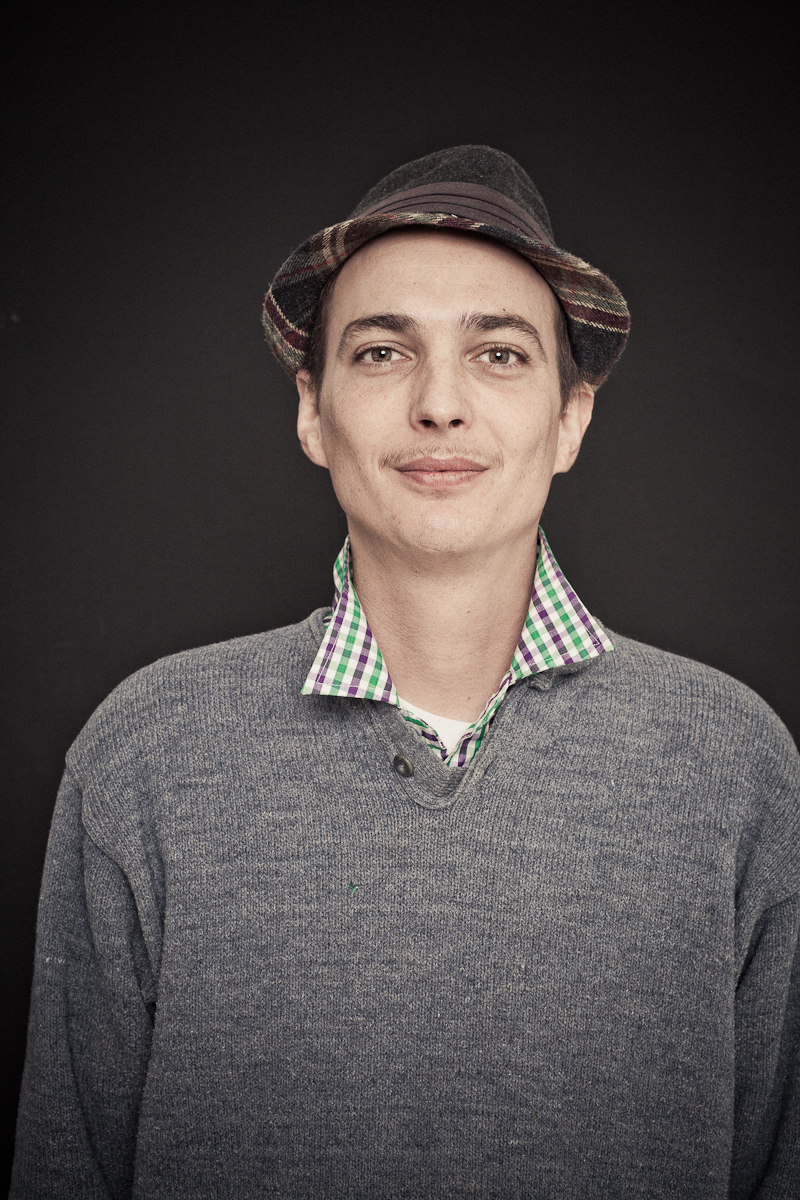
Yaneq

Jan Kage alias Yaneq (* 13. März 1973 in Bonn) ist ein deutscher Kulturschaffender.

## Biografie
Kage studierte Sozial- und Kulturwissenschaften in Berlin. Er hat für verschiedene Zeitschriften geschrieben, arbeitet als Kurator, Musiker und Moderator und mehrere Alben veröffentlicht. Er veranstaltet Lesungen und Open-Mic-Sessions, 2002 erschien sein Werk „American Rap. HipHop und Identität“, welches die Geschichte des US-Hiphops beschreibt. Er war Gründungsmitglied der Pflegerlounge, einem losen Zusammenschluss von Berliner Hiphoppern, welcher sich 2003 auflöste.
Im selben Jahr veröffentlichte er mit seinem Kollegen Freaky Floe das Album „Nachts Draussen“ welches u. a. Gastauftritte von Pyranja und FlowinImmO enthält. Er spielte des Weiteren 2004 in dem Kinofilm Status Yo! unter der Regie von Till Hastreiter eine der Hauptrollen. 2006 veröffentlichte Yaneq sein Soloalbum „Widersprüche“. 2022 erschien sein letztes Album "Rufen und Haushaun", das der Journalist Kristof Schreuf in der taz so beschrieben hat: "Als würde der Wu-Tang Clan „Polonäse Blankenese“ von Wendehals modernisieren."
Kage organisiert und kuratiert seit 2003 Kunstveranstaltungen unter dem Namen PartyArty. Seit August 2010 leitet Jan Kage den Kunstraum SCHAU FENSTER in Berlin-Kreuzberg, in dem Positionen zeitgenössischer Künstlerinnen und Künstler, sowohl aus Berlin als auch aus dem In- und Ausland gezeigt werden. 2015 verlieh der Berliner Senat dem SCHAU FENSTER den Förderpreis für Projekträume. Zusammen mit André Kanya betreibt er den KanyaKage Art Space. Seit 2009 moderiert und produziert Kage als Yaneq die wöchentliche Sendung Radio Arty auf 100,6 FluxFM. Er war Mitinitiator des internationalen Künstlerkollektivs String Theory. Kage hat mehrere Bücher veröffentlicht, unter anderem „American Rap. Explicit Lyrics – US-HipHop und Identität“. Darin wird die Entwicklung des US-amerikanischen Rap – von DJing bis Breakdance – mit den politischen Hintergründen der Bewegung in einen Zusammenhang gebracht.
Kage lebt und arbeitet in Berlin-Kreuzberg.

## Diskografie (Auswahl)

### Alben
- 2004: Nachts Draussen (mit Freaky Floe)
- 2006: Widersprüche
- 2006: Status Yo! (Limited Edition, Soundtrack CD + 2 DVDs)
- 2022: Rufen und Raushaun[16]

### Singles
- 2004: Nachts Draussen Ft. Pyranja  von Freaky Floe & Yaneq (Vinyl)
- 2005: Wie Fühlst du Dich Jetzt (Vinyl)

## Filmografie
- 2004: Status Yo!
- 2013: eNtR berlin[17]

## Ausstellungen
- 2010–2015: Art Village[18]
- 2012: reKOLLEKT[19]
- 2023: On Air[20]

## Schriften
- American Rap. Explicit Lyrics – US-HipHop und Identität. Ventil Verlag, Mainz 2002, ISBN 978-3-930559-92-3.[21]
- Yaneqdoten. Fantome Verlag, Berlin 2012, ISBN 978-3-940999-26-9.[22]
- Sammlergespräche. OFFIZIN Verlag, Zürich 2013, ISBN 978-3-907496-78-7.[23]